# 카펀테리아두나트
카펀테리아두나트(Sminthopsis butleri)는 주머니고양이목 주머니고양이과에 속하는 유대류의 일종이다. 버틀러두나트(Butler's dunnart)로도 알려져 있으며 상체는 갈색 또는 쥐색(회색)이고 하체는 흰색을 띠며, 근연종 카카두두나트를 닮았다. 머리에서 항문까지 몸길이는 75~88mm이고, 꼬리 길이는 72~90mm이며 전체 몸길이는 147~178mm이다. 몸무게는 10~20g 사이로 성과 영양 상태, 서식지 등에 따라 다양하다.

## 분포 및 서식지
웨스턴오스트레일리아 주 킴벌리 북부 칼룸부루 근처와 노던 준주 배서스트와 멜빌 섬에서 발견된다. 서식지는 해안가에서 20km 이내를 포함하여 모래 토양의 유칼립투스 숲과 멜라레우카 숲으로 이루어져 있다. 뉴기니에서도 서식한다. 뉴기니 섬에서는 섬 서부 지역의 초원과 사바나 지역에서 발견된다.

## 특징
5월 건기에 번식을 하지만 좀더 확인이 필요하다. 먹이에 대한 정보도 아직 부족하지만, 주로 곤충과 작은 척추동물을 먹는 것으로 추정하고 있다.